# سلیو

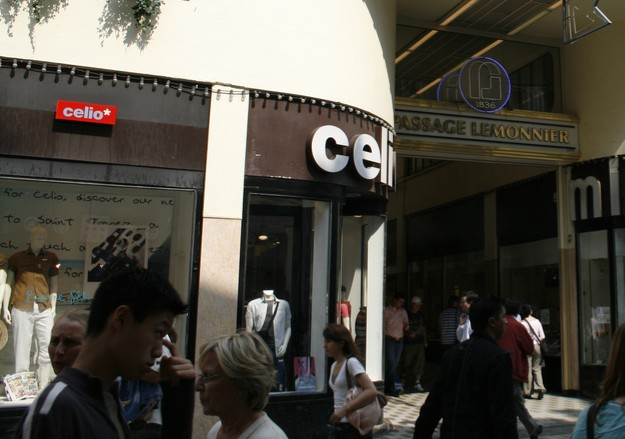
یکی از شعبه‌های سلیو در بلژیک

سلیو (فرانسوی: Celio‎) یک برند خرده‌فروشی پوشاک مردانه فرانسوی است که مقر اصلی آن در سینت کوین، سن-سن-دنی قرار دارد. مراکز فروش این برند در بیش از ۵۶ کشور قرار دارند.